# À propos de Nice
Nice - À propos de Jean Vigo é um documentário francês de curta-metragem de Manoel de Oliveira.